# Proelauna
Proelauna humicola es una especie de araña araneomorfa de la familia Linyphiidae. Es el único miembro del género monotípico Proelauna.

## Distribución
Se encuentra en Angola, Tanzania y Malaui.  